# Frances Arnoldová
Frances Arnoldová (nepřechýleně Arnold; * 25. července 1956 Pittsburgh) je americká vědkyně, bioinženýrka a laureátka Nobelovy ceny za chemii za rok 2018 za přínos k řízené evoluci při tvorbě enzymů s vylepšenými nebo novými funkcemi. O cenu se dělí s Georgem Smithem a se sirem Gregorym Winterem. Polovinu ceny získala Arnoldová a druhou polovinu získali Smith a Winter. Arnoldová byla první ženou od roku 2009, která získala Nobelovu cenu za chemii, a šestou ženou v historii v této kategorii.
Její výzkum zahrnuje především využití řízené evoluce k produkci zelené energie a ekologické chemické syntéze. V roce 1979 získala bakalářský titul v oboru strojního a leteckého inženýrství na Princetonské univerzitě a v roce 1985 doktorát v oboru chemického inženýrství na Kalifornské univerzitě v Berkeley, kde také prováděla postdoktorální výzkum v oblasti biofyzikální chemie. V roce 1986 začala pracovat na Kalifornském technologickém institutu, kde je v současné době profesorkou chemie, inženýrství, bioinženýrství a biochemie a od roku 2013 ředitelkou jeho bioinženýrského centra. Pokračuje ve výzkumu řízené evoluce a jeho využití ve vědě, medicíně, chemii a energetice.
Od ledna 2021 působí jako externí spolupředsedkyně Rady poradců prezidenta Joea Bidena pro vědu a technologie (PCAST).

## Mládí a studia
Arnoldová se narodila  25. července 1956 v Pittsburghu. Je dcerou jaderného fyzika Williama Howarda Arnolda, který přispěl k vývoji jaderných reaktorů společnosti Westinghouse Electric Company, a vnučkou generálporučíka Williama Howarda Arnolda. Vyrůstala se starším a třemi mladšími bratry v Pittsburghu. V 11 letech se chtěla stát kardiochirurgem. Christiaan Barnard právě provedl první transplantaci lidského srdce a mladá Frances to fascinovalo. V roce 1974 absolvovala střední školu Taylor Allderdice High School v Pittsburghu. Ve škole zprvu vynikala, ale začala ji nudit, ignorovala domácí úkoly a chodila za školu, a proto dosáhla sotva průměrných výsledků. V 17 letech se odstěhovala od rodičů a na nájem si vydělávala jako taxikářka a jako servírka v místním jazzovém klubu. Odjela stopem do Washingtonu, D. C., aby protestovala proti válce ve Vietnamu.
Byla odhodlaná studovat na Princetonské univerzitě, alma mater svého otce. Přihlásila se na strojní inženýrství, protože jí tento obor připadal nejjednodušší. Díky výborným výsledkům u přijímacích zkoušek byla přijata. Navštěvovala navíc kurzy ekonomie, ruštiny a italštiny. Představovala si, že se stane diplomatkou nebo generální ředitelkou, a dokonce uvažovala o získání vyššího vzdělání v oblasti mezinárodních vztahů. Po druhém ročníku si vzala roční volno, aby mohla odjet do Itálie a pracovat v továrně na výrobu součástek do jaderných reaktorů, poté se vrátila do Princetonu, aby studium dokončila. Po návratu z Itálie strávila čas studiem v Centru pro energetická a environmentální studia a zabývala se vývojem udržitelných zdrojů energie. V roce 1979 ukončila bakalářské studium strojního a leteckého inženýrství na Princetonské univerzitě.
Po ukončení studia pracovala jako inženýrka v Brazílii a Jižní Koreji a ve Výzkumném ústavu solární energie v Coloradu. Poté nastoupila na Kalifornskou univerzitu v Berkeley, kde v roce 1985 získala doktorát z chemického inženýrství a začala se intenzivně zajímat o biochemii. Protože neměla před zahájením postgraduápního studia žádné chemické vzdělání, komise pro postgraduální studium požadovala v prvním roce jejího doktorského studia, aby nejprve získala bakalářský titul z chemie. Zvládla to za 12 měsíců a vedla si překvapivě dobře.

## Profesní život

Frances Arnold v Kalifornském technologickém institutu v roce 2021

Po získání doktorátu se Arnoldová věnovala postdoktorskému výzkumu v oblasti biofyzikální chemie v Berkeley. V roce 1986 nastoupila jako hostující spolupracovnice do Kalifornského technologického institutu a v témže roce se stala docentkou, v roce 1992 se stala mimořádnou profesorkou a v roce 1996 řádnou profesorkou. V roce 2017 byla jmenována profesorkou chemického inženýrství, bioinženýrství a biochemie. Od roku 2013 je ředitelkou Donna and Benjamin M. Rosen Bioengineering Center na Kalifornském technologickém institutu.
Je spoluautorkou více než 60 amerických patentů. V roce 2005 spoluzaložila společnost Gevo, Inc., která se zabývá výrobou paliv a chemikálií z obnovitelných zdrojů. V roce 2013 se svými dvěma bývalými studenty Peterem Meinholdem a Pedrem Coelhem spoluzaložila společnost Provivi, která se zabývá výzkumem alternativ k pesticidům na ochranu rostlin.
V lednu 2021 byla jmenována externí spolupředsedkyní Rady poradců pro vědu a technologie (PCAST) prezidenta Joe Bidena. Spolupracuje s Bidenovým týmem, kterému pomáhá vybírat vědce pro role v administrativě.

## Výzkum
Hlavní oblastí jejího výzkumu je využití řízené evoluce k přípravě enzymů s lepšími nebo zcela novými vlastnostmi. Řízená evoluce je metoda, která dokáže poskytovat nové typy biologických systémů, např. enzymů, metabolických drah a organismů. Přirozená evoluce je časově příliš náročná, jejího urychlení dosáhla Arnoldová pomocí zavedení mutací do sekvencí proteinů, tyto mutované proteiny jsou poté testovány a pokud dojde ke zlepšení požadované funkce, jsou vybrány do další iterace. Tato metoda byla využita např. k návrhu enzymů využitelných pro ekologičtější výrobu obnovitelných paliv a farmaceutických sloučenin.
Jednou z výhod řízené evoluce je fakt, že mutace nejsou čistě náhodné, ale jsou řízeny tak, aby byly dostatečně efektivní. Počet náhodných mutací v tak velkých systémech je astronomický, proto je nutné při výběru strategie zohlednit znalosti dané systému.
Arnoldová využila metod řízené evoluce k optimalizaci enzymů (nebyla ale první, např. Berry Hall). V roce 1993 publikovala práci, ve které tuto metodu využila k vytvoření nové verze enzymu subtilisinu E, která byla aktivní v nepřirozeném prostředí, v rozpouštědle DMF. Tuto metodu dále rozvíjela a prokázala, že nově připravené enzymy by mohly být schopné fungovat ve větším rozsahu teplot, než přirozené enzymy. Také navrhla enzymy, které vykonávají funkce, pro které neexistuje žádný přírodní enzym. Například vyvinula cytochrom P450 pro provádění cyklopropanace a přenos karbenu a nitrenu.

### Nobelova cena
Za průkopnické využití řízené evoluce k tvorbě enzymů s vylepšenými nebo novými funkcemi byla Arnoldové udělena v roce 2018 Nobelova cena za chemii. Získala poloviční podíl na ceně, druhou polovinu společně obdrželi George Smith, který vyvinul metodu zvanou „fágový displej“ pro vývoj proteinů, a Gregory Winter, který fágový displej použil pro vývoj protilátek.

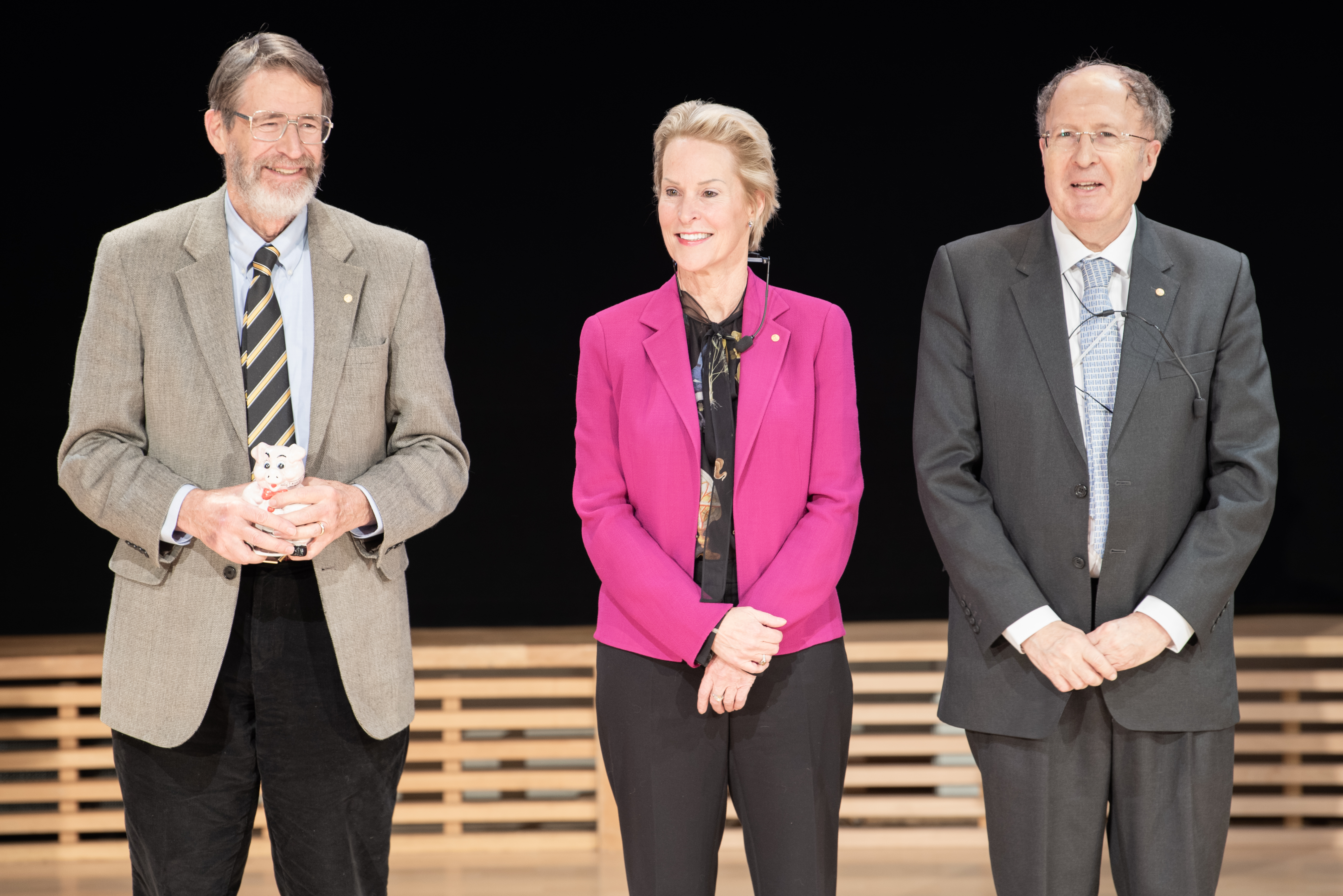
Laureáti Nobelovy ceny za chemii za rok 2018 George Smith, Frances Arnold a Greg Winter

Řízená evoluce je něco jako šlechtění, ale na molekulární úrovni. Využívá nástroje molekulární biologie k vytváření lepších biologických molekul, například enzymů. Tuto metodu lze využít k udržitelnější výrobě farmaceutických sloučenin, chemikálií a obnovitelných paliv.
Arnoldová a její tým v uplynulých desetiletích překročili rámec přírodního chemického repertoáru a zkonstruovali celé rodiny enzymů, které katalyzují pro přírodu nové reakce a dokonce vytvářejí vazby, které se v biologii nevyskytují. Tyto studie ji vedly také ke zkoumání vztahu struktury a funkce proteinů mimo zákonitosti řízené přírodním výběrem. Vyrobili spoustu enzymů, které se používají v průmyslu, a studenti založili společnosti, které se zabývají udržitelnou chemií, například výrobou leteckého paliva z obnovitelných zdrojů. Někteří vyrábějí netoxické způsoby ochrany proti zemědělským škůdcům a jiní vyrábějí užitečné chemikálie bez vzniku velkého množství odpadu.
Svět přijal tyto metody, aby mohl vyrábět čistým způsobem léčiva, odstraňovat skvrny z oblečení za použití lepších pracích prostředků, snižovat energetickou náročnost výroby textilií a lépe pracovat s klinickou diagnostikou. Řízená evoluce byla také použita k vytvoření vylepšených kmenů virů pro přenos genů a terapeutických protilátek při léčbě rakoviny.

## Osobní život
Arnoldová žije v La Cañada Flintridge v Kalifornii. Mezi své záliby řadí cestování, potápění, lyžování, jízdu na terénním kole a turistiku.
V letech 1987 až 1991 byla vdaná za Jamese E. Baileyho, který zemřel v roce 2001 na rakovinu. Sama Arnoldová byla v roce 2005 diagnostikována s rakovinou prsu a podstoupila osmnáctiměsíční léčbu. Manželé mají syna Jamese Howarda Baileyho (* 1990). Nevlastní syn Sean Bailey je americký filmový a televizní producent. Od roku 2010 je prezidentem společnosti Walt Disney Studios Motion Picture Production.
Od roku 1994 žila ve vztahu s astrofyzikem z Kalifornského technologického institutu Andrewem E. Langem a měli spolu dva syny, Williama Andrewa Langeho (* 1995) a Josepha Inmana Langeho (* 1997). Lange spáchal v roce 2010 sebevraždu a syn William zemřel při nehodě v roce 2016.